# Albert Memorial

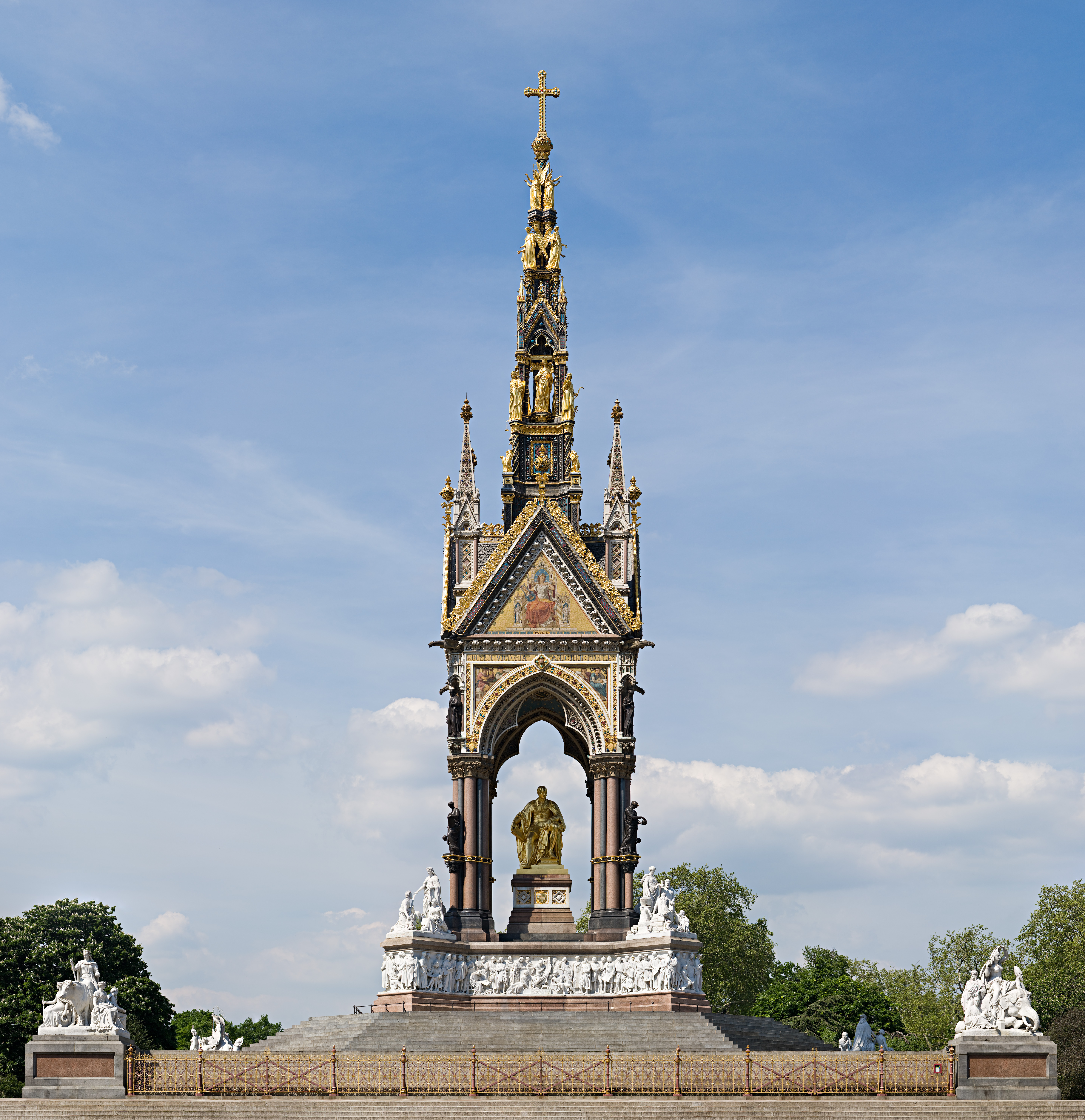
Albert Memorial

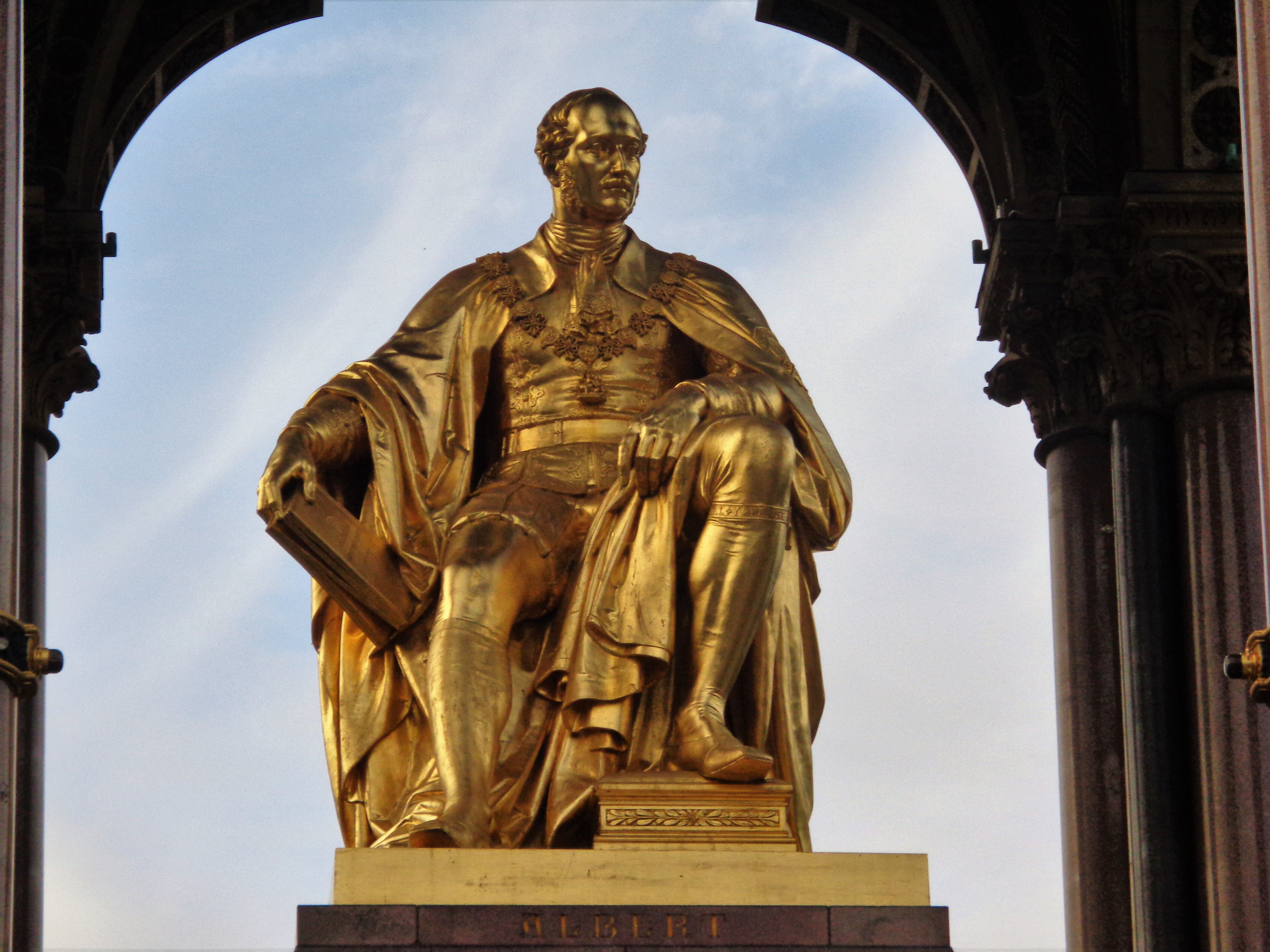
La statua del Principe Alberto

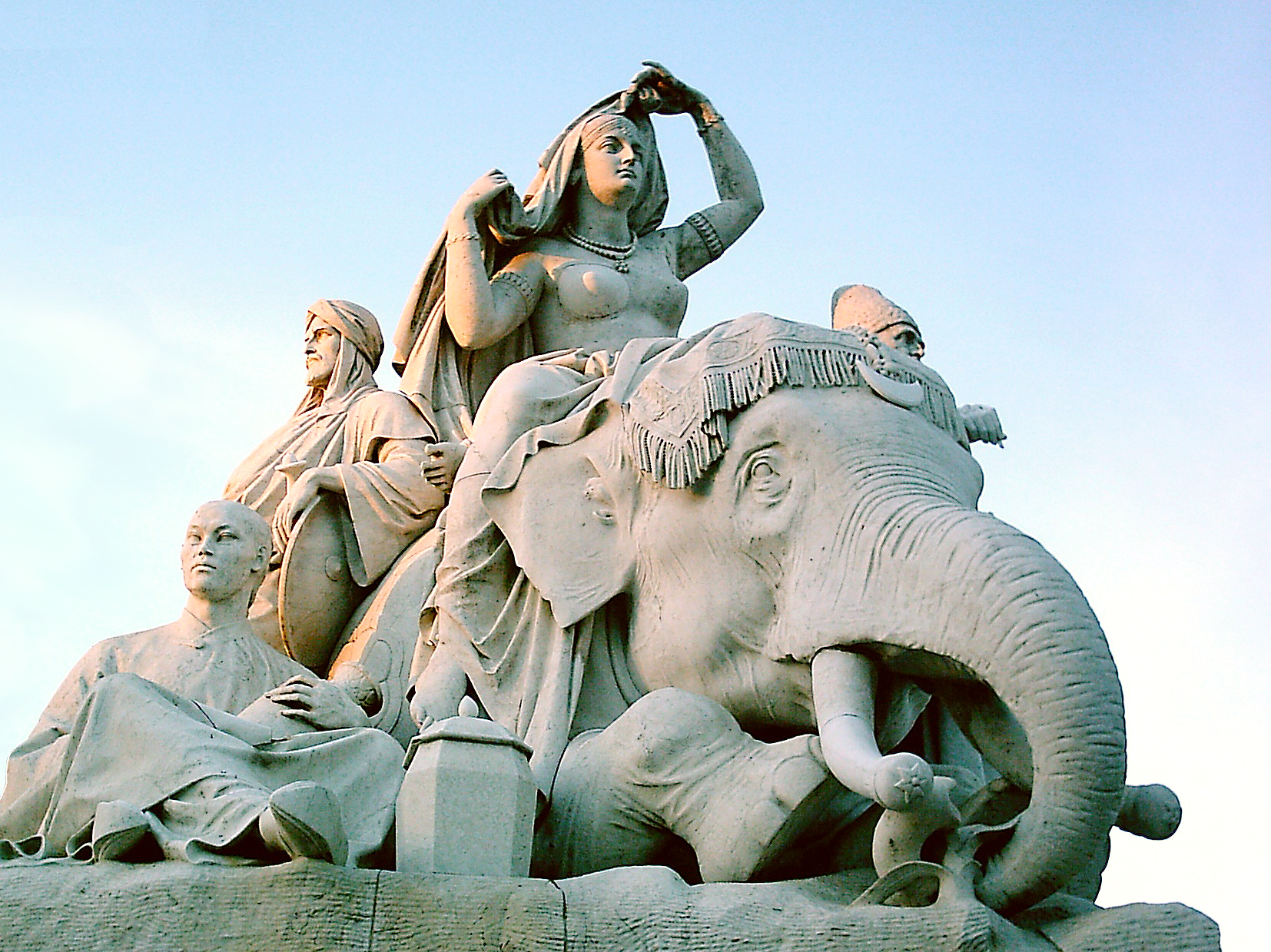
Il gruppo dell'"Asia"

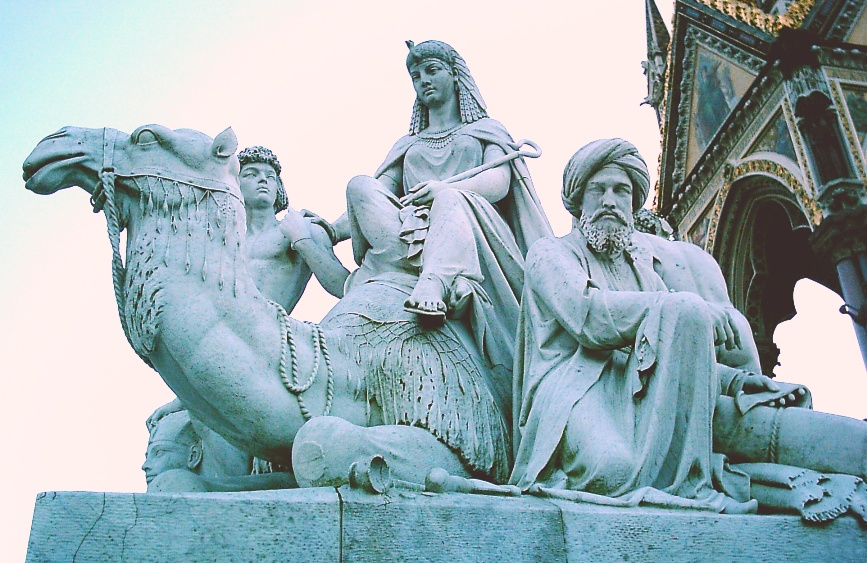
Il gruppo dell'"Africa"

L'Albert Memorial è un monumento situato a Londra, all'interno dei Kensington Gardens, che formano uno dei Parchi Reali della città. Si trova di fronte alla Royal Albert Hall.

## Storia e descrizione
Fu commissionato dalla regina Vittoria del Regno Unito in memoria del suo consorte, il principe Alberto di Sassonia-Coburgo-Gotha, morto nel 1861 a causa di una febbre tifoide. Il monumento fu eseguito da Sir George Gilbert Scott secondo i canoni dell'architettura neogotica.
Inaugurato nel 1872, il Memorial è formato da un baldacchino riccamente ornato che ospita una statua del principe Alberto (posta in quel luogo nel 1876), rivolta verso sud. È attraversato da un fregio che rappresenta ben 169 volti riconoscibili di celebri architetti, scultori, pittori, poeti. Vi sono due gruppi di sculture allegoriche: le prime quattro rappresentano esempi di produzione economica ed industriale dell'epoca vittoriana (agricoltura, commercio, manifattura); le altre quattro invece rappresentano quattro continenti, l'Europa, l'Africa, l'Asia e le Americhe. Ogni gruppo scultoreo raffigurante un continente presenta un animale caratteristico del luogo: per l'Europa un toro, per l'Africa un dromedario, per l'Asia un elefante indiano e per le Americhe un bisonte americano.
Lo scultore Henry Hugh Armstead coordinò l'immensa cooperazione fra molti artisti della Royal Academy of Arts, inclusi Thomas Thornycroft, Patrick MacDowell, John Bell, John Enrico Foley, William Theed, William Calder Marshall, John Lawlor ed Henry Weekes.
La statua del principe Alberto fu realizzata da Thomas Brock.
Verso la fine del 1990 l'Albert Memorial era in uno stato di completo decadimento. Fu così eseguito un grande restauro da parte dell'azienda Mowlem Company che ridipinse il monumento, lo ridotò del suo colore dorato originario ed andò a riparare le parti maggiormente danneggiate. Durante i lavori fu posta nella sua collocazione ottocentesca anche una croce sulla sommità del Memorial.
Al centro dell'Albert Memorial si erge la statua del principe Alberto, ora ricoperta di foglie d'oro. Fino a tutti gli anni ottanta la statua era completamente ricoperta di vernice nera. Si dice che fosse stata colorata di proposito dagli inglesi per impedire che fosse riconosciuta dai tedeschi, che bombardarono la città durante la Seconda guerra mondiale e che miravano ai punti strategici ma anche a quelli di maggior interesse artistico ed ai simboli cittadini.
In ogni caso è certo che la statua si presentava colorata di nero anche a causa dell'inquinamento atmosferico, che con il passare del tempo ne aveva corroso il colore.
Altro periodo molto importante di lavori di restauro è stato il 2006.

## Altri esempi diMemorial
L'Albert Memorial non è stato il primo monumento in stile neogotico creato per "proteggere" una statua. Già vent'anni prima era stato realizzato dall'architetto George Meikle Kemp lo Scott Monument ad Edimburgo.
Il Principe Alberto fu talmente amato da sua moglie e dal suo popolo che esistono anche altri Albert Memorial, come quello che sorge a Manchester, in Albert Square.
È necessario ed interessante un confronto con il Victoria Memorial, sempre a Londra.